# Etiòpia (mitologia)
D'acord amb la mitologia grega, Etiòpia (en grec antic: Αἰθιοπία) se situava cap a l'est, on sortia el Sol. És difícil situar aquest país a causa de les contradiccions dels textos grecs antics, com a conseqüència hi ha diverses interpretacions d'on es troba Etiòpia segons el text. Aquest país és mencionat tres vegades a L'Odissea. Heròdot va situar el país mític a l'Alt Nil. Era un país habitat per un poble fabulós. Per explicar el color negre dels seus habitants, es deia que havien quedat torrats quan Faetont va desviar el carro del Sol de la seua ruta i el va acostar massa a la Terra. (De fet, l’etimologia catalana d’etíop ve del llatí Aethiops, del grec antic Αἰθίοψ ('Aithíops'), d’origen discutit. Tradicionalment explicat per αἴθω ('aíthō', «cremar») i ὤψ ('ṓps'), literalment «cara cremada», tot i que també podria referir-se als comerciants d’encens).
Sembla que després es va desplaçar cap al sud, més enllà d'Egipte, i s'identificà amb el que fins avui s'ha anomenat Etiòpia. Al mite d'Andròmeda Etiòpia, el país del rei Cefeu, sembla correspondre amb la zona de Jaffa, a les costes de Fenícia. Aquesta interpretació es basa en comentaris de Plini el Vell al segle i segons els quals hi havia una tradició que a la costa de Joppa hi havia una roca coneguda com la «roca d'Andròmeda».